# 2593 Бурјатија
2593 Бурјатија (енгл. 2593 Buryatia) је астероид главног астероидног појаса чија средња удаљеност од Сунца износи 2,169 астрономских јединица (АЈ).
Апсолутна магнитуда астероида је 14,3.